# Port lotniczy Chongqing-Jiangbei
Port lotniczy Chongqing-Jiangbei (IATA: CKG, ICAO: ZUCK) – międzynarodowy port lotniczy położony 21 km od centrum Chongqing, w dystrykcie Yubei, w Chińskiej Republice Ludowej.

## Linie lotnicze i połączenia
| Linia Lotnicza            | Kierunek |
| ------------------------- | --- |
| 9 Air                     | 1. Guangzhou |
| AirAsia X                 | 1. Kuala Lumpur |
| Air China                 | 1. Aksu 2. Pekin 3. Pekin-Daxing 4. Budapeszt 5. Changchun 6. Changsha 7. Dali 8. Dubaj 9. Fuzhou 10. Guangzhou 11. Haikou 12. Hangzhou 13. Harbin 14. Hefei 15. Ho Chi Minh 16. Hohhot 17. Hongkong 18. Lhasa 19. Lianyungang 20. Liupanshui 21. Nanchang 22. Nankin 23. Ningbo 24. Seul-Inczon 25. Szanghaj-Hongqiao 26. Szanghaj-Pudong 27. Shenzhen 28. Singapur 29. Tajpej-Songshan 30. Tajpej-Taoyuan 31. Tiencin 32. Urumczi 33. Wenzhou 34. Wuhan 35. Xiamen 36. Yinchuan 37. Yuncheng 38. Zhanjiang 39. Zhengzhou 40. Zhuhai |
| Air Guilin                | 1. Guilin 2. Tangshan |
| Air Macau                 | 1. Makau |
| Asiana Airlines           | 1. Seul-Inczon |
| Beijing Capital Airlines  | 1. Changchun 2. Guangzhou 3. Haikou 4. Hangzhou 5. Lijiang 6. Nankin 7. Nanning 8. Shenyang 9. Taiyuan |
| Cambodia Airways          | 1. Phnom Penh |
| Cathay Pacific            | 1. Hongkong |
| Chengdu Airlines          | 1. Fuzhou 2. Lhasa |
| China Eastern Airlines    | 1. Baise 2. Pekin-Daxing 3. Changzhou 4. Dalian 5. Hefei 6. Huangshan 7. Huizhou 8. Jinan 9. Kunming 10. Nankin 11. Ningbo 12. Qingdao 13. Szanghaj-Hongqiao 14. Szanghaj-Pudong 15. Taiyuan 16. Weihai 17. Wenzhou 18. Wuhan 19. Wuxi 20. Xi’an 21. Xinyang 22. Yinchuan |
| China Express Airlines    | 1. Aksu 2. Bangkok-Don Muang 3. Baotou 4. Bayannur 5. Changde 6. Changzhi 7. Chengde 8. Chenzhou 9. Chifeng 10. Dalian 11. Dongying 12. Dunhuang 13. Ezhou 14. Fuzhou 15. Haikou 16. Hami 17. Handan 18. Hangzhou 19. Hengyang 20. Hohhot 21. Jiayuguan 22. Jieyang 23. Jingzhou 24. Jining 25. Korla 26. Kunming 27. Lanzhou 28. Lianyungang 29. Linfen 30. Liuzhou 31. Longnan 32. Lüliang 33. Meixian 34. Ningbo 35. Ordos 36. Qianjiang 37. Qinhuangdao 38. Quzhou 39. Sanming 40. Szanghaj-Pudong 41. Shaoguan 42. Shenyang 43. Shenzhen 44. Shijiazhuang 45. Shiyan 46. Taizhou 47. Tiencin 48. Tianshui 49. Urumczi 50. Weifang 51. Wenshan 52. Wenzhou 53. Wuhai 54. Wuhu 55. Xilinhot 56. Xingyi 57. Xining 58. Xinzhou 59. Xishuangbanna 60. Xuzhou 61. Yan’an 62. Yinchuan 63. Yongzhou 64. Zhangjiajie 65. Zhangjiakou 66. Zhanjiang 67. Zunyi |
| China Southern Airlines   | 1. Pekin-Daxing 2. Changchun 3. Changsha 4. Dalian 5. Guangzhou 6. Haikou 7. Harbin 8. Jieyang 9. Kaszgar 10. Kunming 11. Lhasa 12. Nanning 13. Sanya 14. Shenyang 15. Shenzhen 16. Tiencin 17. Urumczi 18. Wuhan 19. Yinchuan 20. Yiwu 21. Zhengzhou 22. Zhuhai |
| China United Airlines     | 1. Wenzhou |
| Chongqing Airlines        | 1. Aksu 2. Pekin-Daxing 3. Changchun 4. Changsha 5. Kolombo 6. Dali 7. Dalian 8. Datong 9. Diqing 10. Fuzhou 11. Guangzhou 12. Haikou 13. Hangzhou 14. Harbin 15. Hohhot 16. Huizhou 17. Jieyang 18. Kaszgar 19. Korla 20. Lhasa 21. Linyi 22. Male 23. Nankin 24. Ningbo 25. Nyingchi 26. Qingdao 27. Sanya 28. Szanghaj-Pudong 29. Shenzhen 30. Singapur 31. Taizhou 32. Tongliao 33. Urumczi 34. Wenzhou 35. Wuhan 36. Wushan 37. Xiamen 38. Xishuangbanna 39. Yantai 40. Yichun (Jiangxi) 41. Yiwu 42. Zhengzhou 43. Zhuhai |
| Citilink                  | 1. Dżakarta |
| Colorful Guizhou Airlines | 1. Ningbo 2. Yiwu |
| Donghai Airlines          | 1. Nantong |
| Firefly                   | Czarter: 1. Kuala Lumpur 2. Penang |
| Fuzhou Airlines           | 1. Fuzhou |
| GX Airlines               | 1. Changsha 2. Huangshan 3. Jining 4. Yulin |
| Hainan Airlines           | 1. Pekin 2. Changsha 3. Fuzhou 4. Guangzhou 5. Haikou 6. Hangzhou 7. Harbin 8. Madryt 9. Mediolan-Malpensa 10. Paryż-Charles de Gaulle 11. Rzym-Fiumicino 12. Sanya 13. Seattle-Tacoma 14. Szanghaj-Pudong 15. Shenzhen 16. Urumczi 17. Wenzhou 18. Xiamen 19. Xi’an 20. Zhuhai |
| Hebei Airlines            | 1. Pekin-Daxing 2. Qingyang 3. Shenyang 4. Shijiazhuang |
| Himalaya Airlines         | 1. Katmandu |
| Hong Kong Airlines        | 1. Hongkong |
| Jiangxi Air               | 1. Nanchang |
| Juneyao Airlines          | 1. Nankin 2. Szanghaj-Hongqiao 3. Szanghaj-Pudong 4. Zhangjiajie |
| Kunming Airlines          | 1. Taiyuan 2. Tengchong |
| Loong Air                 | 1. Changchun 2. Hangzhou 3. Heze 4. Ningbo 5. Wenzhou 6. Xiangyang |
| Lucky Air                 | 1. Huai’an 2. Kunming 3. Lijiang 4. Xishuangbanna |
| Okay Airways              | 1. Changsha 2. Fuyang 3. Haikou 4. Jieyang 5. Xingyi 6. Zhoushan |
| Qatar Airways             | 1. Doha |
| Qingdao Airlines          | 1. Changchun 2. Luoyang 3. Shenyang 4. Yantai |
| Ruili Airlines            | 1. Mang 2. Xuzhou |
| Shandong Airlines         | 1. Pekin 2. Changchun 3. Dalian 4. Harbin 5. Hefei 6. Jinan 7. Nankin 8. Qingdao 9. Szanghaj-Hongqiao 10. Shenyang 11. Taiyuan 12. Xiamen 13. Yantai 14. Zhuhai |
| Shanghai Airlines         | 1. Szanghaj-Hongqiao |
| Shenzhen Airlines         | 1. Guangzhou 2. Nanchang 3. Nankin 4. Nanning 5. Nantong 6. Shenzhen 7. Yining |
| Sichuan Airlines          | 1. Beihai 2. Pekin 3. Changsha 4. Changzhou 5. Dalian 6. Daocheng 7. Fuzhou 8. Guangzhou 9. Haikou 10. Hangzhou 11. Harbin 12. Hefei 13. Jieyang 14. Jinan 15. Krabi 16. Kunming 17. Lanzhou 18. Lhasa 19. Lijiang 20. Nanchang 21. Nankin 22. Nanning 23. Ningbo 24. Phuket 25. Qingdao 26. Sanya 27. Szanghaj-Pudong 28. Shennongjia 29. Shenyang 30. Shenzhen 31. Tajpej-Songshan 32. Taiyuan 33. Tiencin 34. Urumczi 35. Wenzhou 36. Wuhan 37. Wuhu 38. Wuxi 39. Xiamen 40. Xi’an 41. Xichang 42. Xishuangbanna 43. Yangzhou 44. Yanji 45. Yantai 46. Yinchuan 47. Zhengzhou 48. Zhongwei 49. Zhoushan 50. Zhuhai |
| Singapore Airlines        | 1. Singapur |
| Spring Airlines           | 1. Jinggangshan 2. Luoyang 3. Ningbo 4. Qianjiang 5. Szanghaj-Hongqiao 6. Szanghaj-Pudong 7. Shenyang 8. Shenzhen 9. Shijiazhuang 10. Yangzhou |
| Thai AirAsia              | 1. Bangkok-Don Muang |
| Thai Lion Air             | 1. Bangkok-Don Muang |
| Tianjin Airlines          | 1. Aksu 2. Changsha 3. Haikou 4. Hangzhou 5. Hohhot 6. Londyn-Heathrow 7. Qingdao 8. Sanya 9. Shenzhen 10. Sydney 11. Tiencin 12. Urumczi 13. Xi’an Sezonowo: 1. Moskwa-Szeremietiewo |
| Tibet Airlines            | 1. Dali 2. Lhasa 3. Nyingchi 4. Pu’er 5. Qamdo 6. Tiencin 7. Xishuangbanna |
| Urumqi Air                | 1. Zhanjiang |
| VietJet Air               | 1. Nha Trang |
| West Air                  | 1. Beihai 2. Dalian 3. Fuzhou 4. Ganzhou 5. Guangzhou 6. Haikou 7. Hangzhou 8. Hanoi 9. Harbin 10. Hefei 11. Huizhou 12. Jieyang 13. Jinan 14. Jinggangshan 15. Korla 16. Lhasa 17. Nanchang 18. Nankin 19. Ningbo 20. Nyingchi 21. Qamdo 22. Qingdao 23. Quanzhou 24. Rizhao 25. Sanya 26. Szanghaj-Pudong 27. Shenyang 28. Shenzhen 29. Xigazê 30. Shijiazhuang 31. Taiyuan 32. Tiencin 33. Urumczi 34. Wenzhou 35. Wuhan 36. Xiamen 37. Xining 38. Xishuangbanna 39. Xuzhou 40. Zhengzhou 41. Zhuhai |
| Xiamen Air                | 1. Pekin-Daxing 2. Changsha 3. Dalian 4. Fuzhou 5. Hangzhou 6. Harbin 7. Kuala Lumpur 8. Lanzhou 9. Lhasa 10. Osaka-Kansai 11. Phnom Penh 12. Quanzhou 13. Szanghaj-Hongqiao 14. Shenzhen 15. Tiencin 16. Xiamen 17. Xining 18. Yancheng 19. Yuncheng |